# Emplecton
L' emplecton (en grec ancien : ἔμπλεκτον) est une construction de la Grèce et la Rome antique.

## Description
L'emplecton était composée de deux parements de murs dont le centre était empli de maçonnerie de blocaille, à bain de mortier. Cette manière de construire est connue par les écrits de Vitruve (Livre II, partie 8.7) .